# بياتي مينل ريزينغر
بيات ماينل رايزينجر (بالألمانية: Beate Meinl - Reisinger) (ولدت في 25 أبريل 1978) هي سياسية نمساوية تشغل منصب وزيرة الشؤون الأوروبية والدولية منذ مارس 2025. وهي زعيمة حزب منتدى النمسا الجديدة والليبرالية NEOS منذ يونيو 2018.
من عام 2013 إلى عام 2015، شغلت منصب عضو في المجلس الوطني. وبين عامي 2015 و2018، كانت عضوًا في المجلس البلدي ومجلس مدينة فيينا، حيث تولت رئاسة المجموعة البرلمانية لحزب نيوس. في عام 2018، أُعيد انتخابها لعضوية المجلس الوطني، واستمرت فيه حتى تعيينها وزيرة اتحادية.

## الحياة المبكرة والتعليم
ولدت بيات رايزنجر في 25 أبريل 1978 في فيينا، لوالدين طبيبين وصفتهما بأنهما جزء من "حزب الخضر النمساوي من الطبقة المتوسطة". أكملت تعليمها الثانوي في Gymnasium Wassagasse في عام 1996، [ 2 ] قبل مواصلة الدراسات العليا في جامعة فيينا، حيث تخرجت في القانون في عام 2002. في عام 2003، حصلت على درجة الماجستير في الدراسات الأوروبية من جامعة الدانوب كريمس.
في عام 2004، بدأت برنامج تدريب أكاديمي لأعضاء الاتحاد الأوروبي في الغرفة الاقتصادية النمساوية ببروكسل. وفي العام التالي ، عملت مساعدة برلمانية للسياسي أوتمار كاراس، العضو في البرلمان الأوروبي، من عام 2005 إلى عام 2006.
في عام 2007، شغلت بيات لفترة وجيزة منصب نائب المدير العام لقسم "المرأة في مجال الأعمال" في الغرفة الاقتصادية النمساوية، قبل أن تنتقل إلى أدوار مستشارة في كل من وزارة العمل والاقتصاد الفيدرالية ووزارة الاقتصاد والأسرة والشباب الفيدرالية، حيث قدمت المشورة لوزيرة الدولة كريستين ماريك (ÖVP) حتى عام 2009. في عام 2009، عادت إلى الغرفة الاقتصادية النمساوية، حيث عملت كمستشارة حتى عام 2010.